# Tockenham
 (septembre 2023).
Tockenham est une paroisse civile et un village du Wiltshire, en Angleterre.